# 巴罗斯卡萨尔
巴罗斯卡萨尔是巴西南大河州的一个市镇。总面积648.897平方公里，总人口11450人，人口密度17.6人/平方公里。